# Noel Devos
Noel Devos (Calais, 08 de outubro de 1929 — Rio de Janeiro, 3 de março de 2018) foi um dos mais importantes músicos do Brasil, tendo trabalhado e ensinado o fagote - instrumento de orquestra - desde 1952, quando veio da França, a convite da Orquestra Sinfônica Brasileira, representada pelo regente Eleazar de Carvalho e com o apoio institucional e material da UNESCO, em projeto à época coordenado pelo musicólogo Luis Heitor Correia de Azevedo.
Ainda nos anos 60 se naturalizou cidadão brasileiro, do que sempre se orgulhou.
Aqui no país desenvolveu importante carreira como músico de orquestra, solista, camerista e educador. Teve dezenas de obras para fagote a ele dedicadas, por inúmeros compositores relevantes, tendo tocado com os maiores regentes nacionais e internacionais, como Villa-Lobos, Eleazar de Carvalho, Isaac Karabtchevsky, Mario Tavares, Ricardo Duarte, Leonard Bernstein, Kurt Masur, Zubin Mehta, Alceo Bocchino , Daniel Barenboim , Victor Tevah e muitos outros.

## Carreira
Nascido em 8 de outubro de 1929, na cidade de Calais (norte da França), sendo seu pai um humilde operário no setor têxtil, iniciou seus estudos musicais ainda em criança com seu próprio pai e irmãos, que os iniciaram no violoncelo, passando pelo piano, e depois num saxofone encontradomno sótão de sua casa. Recomendado por seu pai, passou a estudar com um professor de seu bairro, na realidade, um oboísta. Este mesmo professor, em tempos de guerra, propôs que o jovem Noel Devos estudasse o fagote, pois ampliaria suas horas de trabalho.
Ao estudar o fagote, instrumento de sopro orquestral de grande complexidade, atingiu surpreendente desenvolvimento em curto espaço de tempo. Após a Segunda Guerra Mundial, ainda como saxofonista semi-profissional, entrou para o Teatro de Calais, em seguida aperfeiçoou-se com o professor Julien Clouet, ingressando no Conservatório Nacional de Paris, e posteriormente com Gustave Dhérin , tendo obtido, por unanimidade, a medalha de ouro em 1951.
Sendo selecionado na França para ocupar a vaga de primeiro fagotista da OSB, veio ao Brasil juntamente com outros músicos de excelência, como a flautista Odette Ernest Dias, também medalha de ouro do Conservatório de Paris.
Como camerista, atuou no Brasil e no exterior por mais de 60 anos, tendo como principais colegas instrumentistas os músicos : José Botelho , Odette Ernest Dias, Norton Morozowicz, Paulo Sérgio Santos e muitos outros.

## Legado
- O maior mestre de fagote do país

Foi docente da Escola de Música Villa-Lobos e da Escola de Música da UFRJ.
Sua ação pedagógica espalhou-se por todo o país, através da participação nos mais importantes e variados cursos de férias e festivas de música, que se reflete nas diversas gerações de seus alunos que hoje ocupam postos como solistas das principais orquestras brasileiras e docentes em universidades e escolas de música.
- Mestre de Mestres - Dentre seus inúmeros discípulos se destacam os seguintes nomes: Aloysio Fagerlande, Ayrton Barbosa, Ricardo Rapoport, Elione Medeiros, Jamil Mamedio Bark, Fabio Cury,[1] Juliano Barbosa, Cosme Silveira, Mauro Ávila , dentre muitos.

- Deu diversas entrevistas para rádio, jornal e televisão, como por exemplo a concedida ao jornalista  Lauro Gomes em 2015.[2]

## Prêmios e homenagens
- Premiado pela Academia Brasileira de Música - em 2017, foi escolhido pelos acadêmicos da prestigiada ABM - para receber a Medalha Villa-Lobos de 2017,  concedida a grandes personalidades da música brasileira.[3]
- Em 2011, Noel Devos foi homenageado pela UFRJ/EM , com a renomeação do Centro de Estudos dos Instrumentos de Sopro Prof. Noël Devos.
- Conquistou o segundo prêmio do Concurso Internacional de Genebra em 1957.
- Foi homenageado na Semana Villa-Lobos em 1992 pelos 40 anos dedicados à música brasileira.
- Recebeu ainda o prêmio de “melhor intérprete” de Villa-Lobos ao executar a Ciranda das Sete Notas com a Orquestra de Câmara da Rádio MEC sob a regência de Mário Tavares.
- Em 1999, foi homenageado por seus 70 anos de vida no Encerramento do 37º Festival Villa-Lobos, em concerto com a Orquestra Petrobrás Pró Música, dirigida pelo maestro Roberto Duarte.

## Filme
- Filme sobre Devos - a cineasta franco-brasileira Tatiana Devos Gentile, neta do mestre Noel Devos, dirigiu e produziu o curta-metragem Meu Avô, o Fagote, (2010 – 26 min.),[4] que foi apresentado e premiado em diversos festivais do Brasil e da França;

## Obras a ele dedicadas
- O Fagotista predileto de Francisco Mignone - Noel Devos recebeu uma grande homenagem do importante compositor Francisco Mignone, que para ele compôs importantes obras, das quais a mais conhecida é a suíte "16 valsas para fagote solo (1982)",[5] que é executada por músicos em todo o mundo.
- Compositores que lhe dedicaram obras, dentre outros: José Siqueira, Alceo Bocchino, Nelson Macêdo, Bruno Kiefer , Ricardo Tacuchian , Nestor de Hollanda Cavalcanti , Randolf Miguel , Alexandre Eisenberg, Pauxy Gentil-Nunes e Guilherme Bauer.
- A vida profissional e pessoal de Noel Devos, assim como de seus colegas Odette Ernest Dias e José Botelho, foi objeto de pesquisa acadêmica de Cosme José Marques da Silveira, aluno de música de cada um dos estudados, tendo defendido tese de mestrado no programa de Memória Social da UniRio em 2012, intitulada "O MÚSICO E SUA ÓPERA: Narrativas, Memórias e Identidades de Músicos Europeus e sua Influência no Cenário Musical Brasileiro pós-Segunda Grande Guerra"[6].

## Pessoal
- Viúvo da Violoncelista Nany Bezerra de Mello, nascida em Natal (Rio Grande do Norte), que tocou por mais de trinta anos no Theatro Municipal do Rio de Janeiro e outras orquestras, tendo sido biografada no livro ''Nany: Suíte Em Cinco Movimentos para uma Violoncelista''[7]  de Valdinha de Melo Barbosa.